# Foreste di pianura della Guinea occidentale
Le foreste di pianura della Guinea occidentale sono un'ecoregione dell'ecozona afrotropicale, definita dal WWF (codice ecoregione: AT0130), che si estende dal sud di Guinea e Sierra Leone, attraverso la Liberia, fino alla Costa d'Avorio sud-occidentale. Forma, insieme alle foreste di pianura della Guinea orientale e alle foreste montane della Guinea, la regione denominata foreste umide della Guinea, inclusa nella lista Global 200.

## Territorio
È un'ecoregione di foresta pluviale con una superficie di 206.700 km². È l'ecoregione di foresta pluviale più occidentale dell'Africa. Confina a nord con il mosaico di foresta e savana della Guinea e con le foreste montane della Guinea, ad ovest e a sud con le mangrovie dell'Africa occidentale e l'oceano Atlantico, e ad est con le foreste di pianura della Guinea orientale, dalle quali è separata dal fiume Sassandra, in Costa d'Avorio. È una delle regioni più umide dell'Africa occidentale, con precipitazioni annue che in alcune zone superano i 5000 mm. La stagione secca è breve ma intensa. Le temperature oscillano tra 30 e 33 °C durante la stagione secca, e tra 12 e 21 °C durante quella umida. Tra dicembre e febbraio, l'harmattan, un vento freddo e secco che soffia dal deserto del Sahara, fa abbassare le temperature tra 12 e 15 °C.

## Flora
L'ecoregione contiene foreste sempreverdi, foreste semidecidue, foreste paludose e foreste a galleria. La volta della foresta supera i 30 m di altezza, con alberi emergenti che si innalzano fino a 50 o 60 m. Gli alberi più comuni sono Dacryodes klaineana, Strombosia glaucescens, Allanblackia floribunda, Coula edulis e l'ebano Diospyros sanza-minika. La vegetazione dominante dell'ecoregione è la foresta secondaria derivata dall'agricoltura itinerante taglia e brucia, con piante ad accrescimento rapido come Funtumia africana, Holarrhena floribunda e Pycnanthus angolensis. Sono presenti oltre ducento specie di piante endemiche. La famiglia Dioncophyllaceae, appartenente all'ordine Caryophyllales, è strettamente endemica dell'ecoregione.

## Fauna
La fauna è molto varia. Tra i primati ricordiamo il cercopiteco diana (Cercopithecus diana), il cercopiteco di Campbell (Cercopithecus campbelli), il cercopiteco nasobianco minore (Cercopithecus petaurista), il cercocebo moro (Cercocebus atys), il colobo ferruginoso (Piliocolobus badius), il colobo verde (Procolobus verus) e lo scimpanzé comune (Pan troglodytes); alcuni di essi sono presenti con sottospecie endemiche. Altri grandi mammiferi presenti sono l'ippopotamo pigmeo (Hexaprotodon liberiensis), il leopardo (Panthera pardus), l'elefante di foresta (Loxodonta cyclotis), il cefalofo di Maxwell (Philantomba maxwellii), il tragelafo striato (Tragelaphus scriptus) e il potamocero rosso (Potamochoerus porcus). Tra le specie endemiche figurano il cefalofo di Jentink (Cephalophus jentinki), il cefalofo zebra (Cephalophus zebra), la mangusta della Liberia (Liberiictis kuhni), la genetta di Johnston (Genetta johnstoni) e il topo striato di Miller (Hybomys planifrons).
Sono presenti anche vari endemismi tra gli uccelli, come il bulverde di Liberia (Phyllastrephus leucolepis), il pigliamosche del Nimba (Melaenornis annamarulae), il malimbe di Ballmann (Malimbus ballmanni), il bubu di Turati (Laniarius turatii), lo storno smeraldino (Lamprotornis iris), l'illadopsis alirossicce (Illadopsis rufescens) e la faraona pettobianco (Agelastes meleagrides).
Vi sono tre specie endemiche di rettili, l'anfisbena Cynisca leonina, lo scinco Trachylepis bensonii e il serpente Letheobia leucosticta, e tredici di anfibi, tra cui possiamo citare le rane Pseudhymenochirus merlini, presente solo in Guinea e Sierra Leone, Arthroleptis aureoli, esclusiva delle montagne vicine a Freetown in Sierra Leone, Phrynobatrachus liberiensis e P. taiensis, e il rospo Sclerophrys danielae.
La diversità degli invertebrati della regione è stata poco studiata; recenti inventari realizzati in Sierra Leone alla fine del XX secolo hanno permesso la scoperta di nuove specie di insetti.

## Conservazione
L'ecoregione è considerata in pericolo critico: una grande estensione di foresta è scomparsa a causa della pratica dell'agricoltura taglia e brucia. La caccia, la deforestazione, le attività minerarie e le guerre civili sono le principali minacce. La superficie protetta di questa ecoregione non supera il 3% di quella totale. Tra le principali aree protette ricordiamo i parchi nazionali di Taï e del Monte Peko in Costa d'Avorio, il parco nazionale della foresta pluviale di Gola in Sierra Leone e il parco nazionale di Sapo in Liberia.